# Ascocratera
Ascocratera — рід грибів родини Lophiostomataceae. Назва вперше опублікована 1986 року.

## Класифікація
До роду Ascocratera відносять 1 вид:
- Ascocratera manglicola